# Меґс (округ, Огайо)
Шаблон:StateAbbr_ 39°05′ пн. ш. 82°01′ зх. д. / 39.08° пн. ш. 82.02° зх. д.
Округ  Меґс (англ. Meigs County) — округ (графство) у штаті  Огайо, США. Ідентифікатор округу 39105.

## Історія
Округ утворений 1819 року.

## Демографія
За даними перепису 
2000 року 
загальне населення округу становило 23072 осіб, зокрема міського населення було 4865, а сільського — 18207.
Серед мешканців округу чоловіків було 11223, а жінок — 11849. В окрузі було 9234 домогосподарства, 6572 родин, які мешкали в 10782 будинках.
Середній розмір родини становив 2,94.
Віковий розподіл населення поданий у таблиці:
| Стать    | До 15 років | 15-21 | 22-29 | 30-39 | 40-49 | 50-65 | 65-85 | Понад 85 |
| -------- | ----------- | ----- | ----- | ----- | ----- | ----- | ----- | -------- |
| Чоловіки | 2256        | 1150  | 1017  | 1620  | 1805  | 1980  | 1282  | 113      |
| Жінки    | 2240        | 1068  | 1069  | 1643  | 1795  | 2023  | 1738  | 273      |

## Суміжні округи
- Афіни — північ
- Вуд, Західна Вірджинія — північний схід
- Джексон, Західна Вірджинія — схід
- Мейсон, Західна Вірджинія — південний схід
- Галлія — південний захід
- Вінтон — захід

## Виноски
1. ↑  U.S. Decennial Census. United States Census Bureau. Архів оригіналу за 26 квітня 2015. Процитовано 9 лютого 2015.
2. ↑  Historical Census Browser. University of Virginia Library. Архів оригіналу за 1 вересня 2019. Процитовано 9 лютого 2015.
3. ↑  Forstall, Richard L., ред. (27 березня 1995). Population of Counties by Decennial Census: 1900 to 1990. United States Census Bureau. Архів оригіналу за 24 липня 2017. Процитовано 9 лютого 2015.
4. ↑  Census 2000 PHC-T-4. Ranking Tables for Counties: 1990 and 2000 (PDF). United States Census Bureau. 2 квітня 2001. Архів оригіналу (PDF) за 6 вересня 2019. Процитовано 9 лютого 2015.
5. ↑  State & County QuickFacts. United States Census Bureau. Архів оригіналу за 6 червня 2011. Процитовано 9 лютого 2015.(англ.) Наведено за англійською вікіпедією.
6. ↑  American FactFinder. Бюро перепису населення США. Архів оригіналу за 26 лютого 2012. Процитовано 31 січня 2008.

| США | Це незавершена стаття з географії США. Ви можете допомогти проєкту, виправивши або дописавши її. |